# Sibiu Cycling Tour 2017
Die 7. Sibiu Cycling Tour 2017 war ein rumänisches Straßenradrennen in der Region Siebenbürgen. Das Etappenrennen fand vom 5. bis zum 9. Juli 2017 statt. Es war Teil der UCI Europe Tour 2017 und dort in der Kategorie 2.1 eingestuft. Gesamtsieger wurde der Kolumbianer Egan Bernal von Androni Giocattoli.
Den Prolog gewann der Italiener Andrea Palini (Team Androni) in 3:07 Minuten mit zwei Sekunden Vorsprung auf seinem Teamkollegen Luca Pacioni. Palini übernahm die Gesamtführung. Auf der ersten Etappe setzte sich Edwin Ávila (Illuminate) als Ausreißer durch mit 43 Sekunden Vorsprung auf Eduard-Michael Grosu (Nationalmannschaft Rumänien), der den Sprint der Verfolgergruppe gewann. Avila holte sich dadurch die Gesamtführung. Etappe zwei fand auf bergigen Profil statt und endete mit einer Bergankunft am Bâlea-See.
Diese gewann Egan Bernal (Androni), der sich die Gesamtführung holte. Zweiter auf der Etappe wurde der Schweizer Colin Stüssi (Roth-Akros) mit 1:22 Minuten Rückstand. Auf der ebenfalls bergigen Etappe nach Păltiniș gewann wieder Bernal vor Stüssi, der dieses Mal 11 Sekunden Rückstand hatte. Bernal behielt die Gesamtführung.
Auf der vierten und letzten Etappe gewann im Massensprint der Rumäne Grosu (Nationalmannschaft Rumänien) vor Maciej Paterski (Polen/CCC). Bernal verteidigte die Gesamtwertung und gewann die gesamte Rundfahrt.

## Teilnehmende Mannschaften
| Professional Continental Teams (3)- Androni Giocattoli - CCC Sprandi Polkowice - UnitedHealthcare Continental Teams (16)- 0711/Cycling - Adria Mobil - Bike Aid - ColoQuick-Cult - D'Amico-Utensilnord - Differdange-Losch - Dukla Banská Bystrica - Giant-Castelli - GM Europa Ovini - Hurom - Team Illuminate - Monkey Town Continental - Roth-Akros - Tusnad - Unieuro Trevigiani-Hemus 1896 - Christina Jewelry-Kuma p/b Officine Mattio Nationalmannschaft- Rumänien |
| |

## Etappen
| Etappe    | Datum   | Etappenorte                 | type                 | Länge (km) | Etappensieger        | Gesamtführender |
| --------- | ------- | --------------------------- | -------------------- | ---------- | -------------------- | --------------- |
| Prolog    | 5. Jul. | Hermannstadt – Hermannstadt | Einzelzeitfahren     | 2,3        | Andrea Palini        | Andrea Palini   |
| 1. Etappe | 6. Jul. | Hermannstadt – Hermannstadt | Flachetappe          | 211,8      | Edwin Ávila          | Edwin Ávila     |
| 2. Etappe | 7. Jul. | Hermannstadt – Bâlea-See    | Mittelschwere Etappe | 160        | Egan Bernal          | Egan Bernal     |
| 3. Etappe | 8. Jul. | Hermannstadt – Păltiniș     | Hochgebirgsetappe    | 211,5      | Egan Bernal          | Egan Bernal     |
| 4. Etappe | 9. Jul. | Hermannstadt – Hermannstadt | Flachetappe          | 148,4      | Eduard-Michael Grosu | Egan Bernal     |

## Gesamtwertung
| \| Gesamtwertung \| Gesamtwertung \| Gesamtwertung \| Gesamtwertung \| Gesamtwertung \| \| Fahrer \| Fahrer \| Land \| Team \| Zeit \| \| ------------- \| ------------------- \| ------------- \| --------------------------- \| ---------------- \| \| 1. \| Egan Bernal \| Kolumbien \| Androni-Sidermec-Bottecchia \| 18 h 18 min 56 s \| \| 2. \| Colin Stüssi \| Schweiz \| Roth-Akros \| + 1 min 40 s \| \| 3. \| Valentin Baillifard \| Schweiz \| Roth-Akros \| + 2 min 15 s \| \| 4. \| Jonathan Clarke \| Australien \| UnitedHealthcare \| + 2 min 17 s \| \| 5. \| Marco Tizza \| Italien \| GM Europa Ovini \| + 2 min 39 s \| \| 6. \| Cristian Răileanu \| Moldau \| Differdange-Losch \| + 3 min 35 s \| \| 7. \| Simone Ponzi \| Italien \| CCC Sprandi Polkowice \| + 3 min 55 s \| \| 8. \| Ettore Carlini \| Italien \| D'Amico-Utensilnord \| + 4 min 07 s \| \| 9. \| Antonio Parrinello \| Italien \| GM Europa Ovini \| + 4 min 23 s \| \| 10. \| Maxim Rusnac \| Moldau \| Differdange-Losch \| + 4 min 24 s \| |                     |            |                             |                  |
| |                     |            |                             |                  |
| |                     |            |                             |                  |
| Gesamtwertung |                     |            |                             |                  |
| Fahrer | Fahrer              | Land       | Team                        | Zeit             |
| 1. | Egan Bernal         | Kolumbien  | Androni-Sidermec-Bottecchia | 18 h 18 min 56 s |
| 2. | Colin Stüssi        | Schweiz    | Roth-Akros                  | + 1 min 40 s     |
| 3. | Valentin Baillifard | Schweiz    | Roth-Akros                  | + 2 min 15 s     |
| 4. | Jonathan Clarke     | Australien | UnitedHealthcare            | + 2 min 17 s     |
| 5. | Marco Tizza         | Italien    | GM Europa Ovini             | + 2 min 39 s     |
| 6. | Cristian Răileanu   | Moldau     | Differdange-Losch           | + 3 min 35 s     |
| 7. | Simone Ponzi        | Italien    | CCC Sprandi Polkowice       | + 3 min 55 s     |
| 8. | Ettore Carlini      | Italien    | D'Amico-Utensilnord         | + 4 min 07 s     |
| 9. | Antonio Parrinello  | Italien    | GM Europa Ovini             | + 4 min 23 s     |
| 10. | Maxim Rusnac        | Moldau     | Differdange-Losch           | + 4 min 24 s     |

## Wertungen im Tourverlauf
| Etappe         | Etappensieger        | Gesamtwertung | Punktewertung  | Bergwertung      | Nachwuchswertung | Sprintwertung  | Bester Rumäne        | Teamwertung        |
| -------------- | -------------------- | ------------- | -------------- | ---------------- | ---------------- | -------------- | -------------------- | ------------------ |
| Prolog         | Andrea Palini        | Andrea Palini | nicht vergeben | nicht vergeben   | Gašper Katrašnik | nicht vergeben | Eduard-Michael Grosu | Androni Giocattoli |
| 1              | Edwin Ávila          | Edwin Ávila   | Edwin Ávila    | Moritz Fußnegger | Gašper Katrašnik | Edwin Ávila    | Eduard-Michael Grosu | Team Illuminate    |
| 2              | Egan Bernal          | Egan Bernal   | Egan Bernal    | Moritz Fußnegger | Egan Bernal      | Germán Tivani  | Eduard-Michael Grosu | Roth-Akros         |
| 3              | Egan Bernal          | Egan Bernal   | Egan Bernal    | Moritz Fußnegger | Egan Bernal      | Germán Tivani  | Eduard-Michael Grosu | Roth-Akros         |
| 4              | Eduard-Michael Grosu | Egan Bernal   | Egan Bernal    | Moritz Fußnegger | Egan Bernal      | Damian Lüscher | Eduard-Michael Grosu | Roth-Akros         |
| Wertungssieger | Wertungssieger       | Egan Bernal   | Egan Bernal    | Moritz Fußnegger | Egan Bernal      | Damian Lüscher | E-M. Grosu           | Roth-Akros         |